# Seqüències
Seqüències és un llibre de poemes escrit per Joan Maragall i publicat l'any 1911.

## Estructura
El llibre recull els següents poemes originals:
Seguit de les vistes al mar
- La ginesta altra vegada!
- La mar estava alegre, aquest migdia
- Flameja al sol ponent l'estol de veles
- El pi d'Estrac
- Allà en les llunyanies de la mar
- Comença la tardor damunt dels camps
- Tot plegat mar i cel s'ha ennegrit
- La fageda d'en Jordà (1908)

Represa d'Haidé i altres 
- Represa d'Haidé
- Havent sentit Beethoven per Miecio Horszowski infant
- La sirena (fragment)
- Primer dol
- En una casa nova
- Fi d'any

Oda nova a Barcelona 
- Oda nova a Barcelona (1909)

La fi del comte l'Arnau i Cant Espiritual
- La fi del comte Arnau
- Cant Espiritual